# Paju 2
Pour les articles homonymes, voir Paju (homonymie).
Paju 2 est un immeuble de grande hauteur construit dans le quartier d’Ülejõe à Tartu en Estonie.

## Présentation
Paju 2 est un immeuble de bureaux de 16 étages et d'une superficie nette de 7393 m² situé à l'adresse Paju tänav 2, sur les quais de l'Emajõgi, près du canal d'Anne, à proximité des voies de circulation douce.
Haut de 55 mètres, c'est le deuxième gratte-ciel le plus haut de la ville après la tour de l'escargot.
Un parking de trois étages de 250 places, construit à côté de l'immeuble de bureaux, est accessible depuis la rue Pikk tänav.
Le  bâtiment, conçu par le bureau d'architecture Allianss Arhitektid, a reçu sa première pierre en janvier 2019 et sa construction s'est achevée en 2020.